# Fairchild J44
Fairchild J44 byl malý proudový motor vyvinutý koncem 40. let 20. století společností Fairchild Engine Division.

## Vývoj a popis

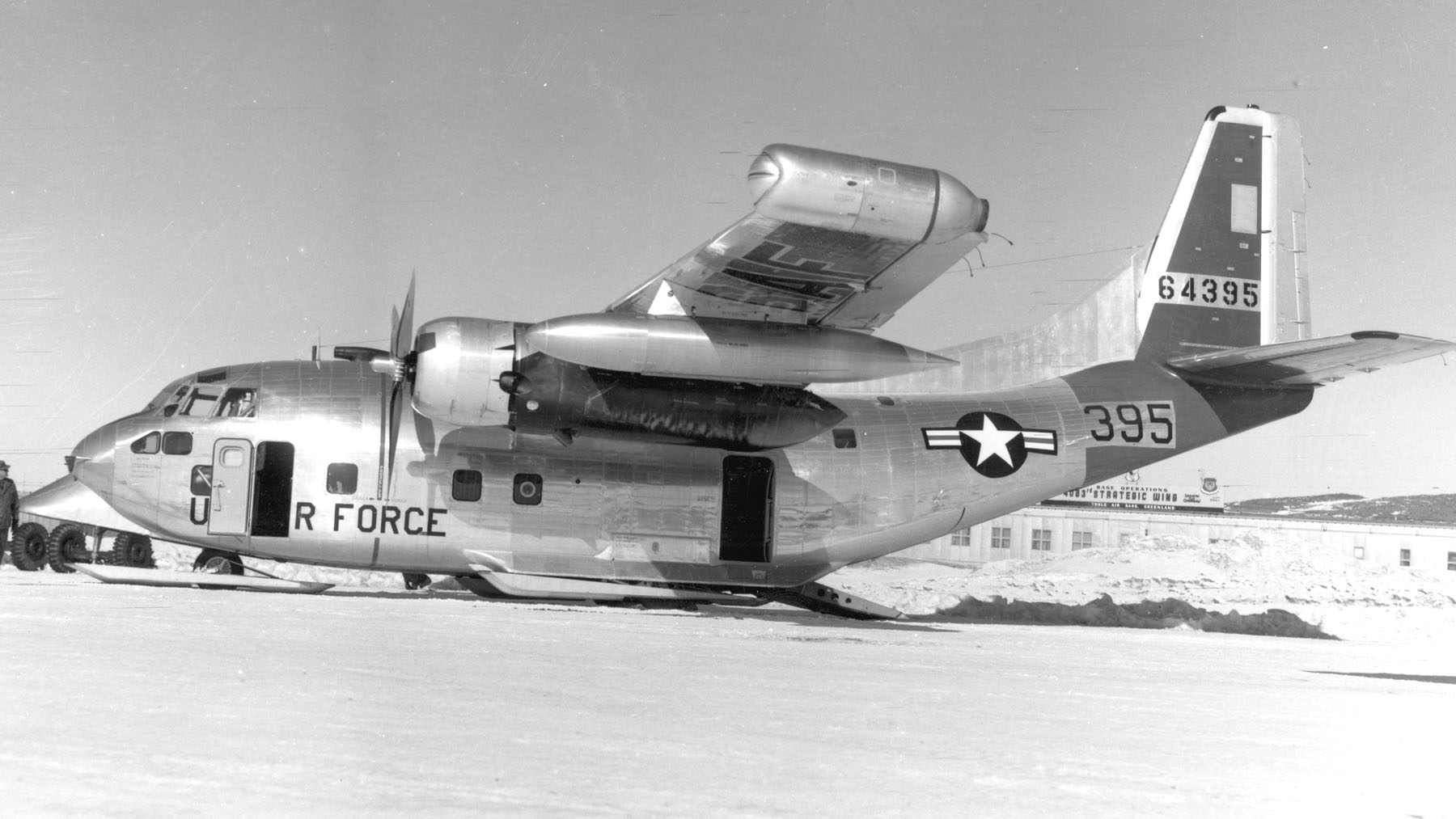
Proudový motor J44 na konci křídla letounu C-123J

Společnost Fairchild Engine Division (předtím společnost Ranger Aircraft Engine Division, což byla dceřiná společnost firmy Fairchild Engine & Aircraft Corporation) zahájila vývoj motoru J44 v roce 1947. Motor byl používán jako pohon cvičných cílů, střel a jako pomocný motor pro několik typů letounů.

## Varianty
- J44-R-20B
- J44-R-26
- J44-R-24
- J44-R-3

## Použití
- AQM-34B/C Firebee
- AQM-41 Petrel
- Bell Model 65
- Fairchild C-123 Provider

## Specifikace (J44-R-26)
Data pocházejí z časopisu „Flight“

### Technické údaje
- Typ: proudový motor
- Délka: 2,34 m
- Průměr: 0,57 m
- Hmotnost: 166 kg

### Součásti motoru
- Kompresor: jednostupňový radiální kompresor
- Spalovací komora: prstencová komora
- Turbína: jednostupňová turbína

### Výkony
- Maximální tah: 4,9 kN při 15 780 otáčkách za minutu
- Celkový kompresní poměr: 3,25:1
- Používané palivo: JP-4

#### Související vývoj
- Fairchild J83